# Pasir Jaya (Cikupa)
Pasir Jaya is een bestuurslaag in het regentschap Tangerang van de provincie Banten, Indonesië. Pasir Jaya telt 19.957 inwoners (volkstelling 2010).